# آنری گوژرو
آنری گوژِرو (فرانسوی: Henri Gougerot‎؛ ‏ ۲ ژوئیهٔ ۱۸۸۱ – ۱۵ ژانویهٔ ۱۹۵۵) پزشک متخصص پوست و مو اهل فرانسه بود.
وی در سال ۱۹۰۸ دکترای پزشکی خود را از دانشگاه پاریس دریافت کرد و کمی بعد دانشیار این رشته شد. او در سال ۱۹۲۸ رئیس دپارتمان درماتولوژی و سیفلیس‌شناسی و پزشک ارشد بیمارستان سن-لویی پاریس شد. او پژوهش‌های پیشگامانه‌ای در زمینهٔ اسپوروتریکوز انجام داد. او در سال ۱۹۲۵ سه مورد جداگانه از آتروفی غدد بزاقی مرتبط با خشکی چشم، دهان و واژن را توصیف کرد. چندین سال بعد، چشم‌پزشک سوئدی هنریک شوگرن (۱۸۹۹–۱۹۸۶) گزارش مفصل و جامعی از این بیماری در یک ژورنال علمی پزشکی نوشت. امروزه این بیماری خودایمنی با نامِ سندرم شوگرن شناخته می‌شود، اما گاهی به آن «سندرم گوژِرو-شوگرن» نیز می‌گویند. وی در سال ۱۹۴۰ به عضویت آکادمی ملی پزشکی فرانسه درآمد. وی همچنین برندهٔ جوایزی همچون نشان فرماندهٔ لژیون دونور شده است. 
«بیماری گوژِرو» که به افتخار او نامگذاری شده است مشتمل بر علامت سه‌گانهٔ پاپول‌های برجستهٔ قرمز رنگ، ماکول‌های پورپورا و ندول‌های جلدی است که معمولاً ران و پاها را درگیر می‌کند.